# Anna Maria Brizio
Anna Maria Brizio (Sale, 29 settembre 1902 – Rapallo, 1º agosto 1982) è stata una storica dell'arte, critica d'arte e funzionaria italiana, docente di Storia dell'Arte Medioevale e Moderna all'Università degli Studi di Torino e all'Università Statale di Milano.

## Biografia
Si formò all'Università di Torino con Lionello Venturi, ricevendone l'esempio di una critica di impostazione crociana ma estesa anche all'arte contemporanea. Si laureò nel 1923 discutendo la tesi Defendente Ferrari, pittore di Chivasso.
Si interessò soprattutto all'arte antica e ai pittori del Piemonte e frequentò, a Roma, la Scuola di Perfezionamento in Storia dell'Arte diretta da Adolfo Venturi. A Roma ebbe i primi rapporti con la rivista L'Arte, diretta da Adolfo Venturi, pubblicando numerose recensioni nella rubrica Bollettino Bibliografico.
Tornata a Torino collaborò attivamente con Lionello Venturi. Nel 1930 vinse il concorso per la libera docenza in Storia medievale e Storia moderna alla facoltà di Lettere e Filosofia dell'Università di Torino e diventò redattrice responsabile della rivista L'Arte.
Collaborò con la Società Piemontese di Archeologia e Belle Arti e con la casa editrice UTET, redigendo per il Grande Dizionario Enciclopedico numerose biografie di pittori e scultori. Nel 1936 il Ministero dell'Educazione Nazionale le affidò la direzione della Galleria Sabauda di Torino.
Nel 1939 scrisse il suo libro più famoso Ottocento Novecento che, per il taglio anticonformista rispetto alla politica culturale del regime fascista, le causerà l'allontanamento dall'insegnamento universitario. Nel 1942 pubblicò il volume La pittura in Piemonte dall'età romanica al Cinquecento. Nel 1946 venne chiamata, come professore ordinario, alla cattedra di Storia dell'arte alla Facoltà di Magistero dell'ateneo torinese, incarico che tenne fino al 1957 quando subentrerà a Paolo D'Ancona nella cattedra di Storia dell'Arte Medioevale e Moderna alla Statale di Milano. 
A Milano divenne Presidente dell'Ente Raccolta Vinciana grazie ai numerosi studi su Leonardo da Vinci. Fu attiva anche nell'organizzazione di importanti mostre storiche (Scapigliatura, Maestri di Brera, Divisionismo, Liberty) per il Comune di Milano. Venne collocata a riposo nel 1979 ma rimase a Milano per presiedere la Fondazione Corrente.
Dal 1971 fu socio nazionale dell'Accademia dei Lincei.
Morì a Rapallo nel 1982.

## Opere
- Per il quarto centenario dalla nascita di Paolo Caliari detto Paolo Veronese. Note per una definizione critica dello stile di Paolo Veronese, in «L'arte. Rivista bimestrale di storia dell'arte medioevale e moderna», 31 (1928), fasc. 1
- Un'opera giovanile del Botticelli, in «L'arte. Rivista bimestrale di storia dell'arte medioevale e moderna», marzo 1933, fasc. 2, pp. 108-119
- Per il quinto centenario Verrocchiesco (1435-1935), in «Emporium», dicembre 1935, pp. 293-303
- Vercelli. Catalogo delle cose d'arte e d'antichità d'Italia, Roma 1935
- Ottocento, Novecento, Unione tipografico-editrice torinese, Torino 1939 (costituisce il vol. 6 della Storia dell'arte classica e italiana; ristampato a più riprese fino al 1962)
- Nota bibliografica degli studi italiani recenti su argomenti di pittura spagnola e italo-spagnola, in Italia e Spagna. Saggi sui rapporti storici, filosofici ed artistici tra le due civiltà, a cura dell'Istituto Nazionale per le relazioni culturali con l'estero, Le Monnier, Firenze, 1941
- La pittura in Piemonte dall'età romanica al Cinquecento, G.B. Paravia, Torino 1942
- Vite scelte di Giorgio Vasari, a cura di Anna Maria Brizio, Unione tipografico-editrice torinese, Torino 1948 (e successive ristampe, fino al 1996)
- Scritti scelti di Leonardo da Vinci, a cura di Anna Maria Brizio, Unione tipografico-editrice torinese, Torino 1952 (e successive ristampe, fino al 2000)
- Correlazioni e rispondenze tra fogli del Codice atlantico e fogli dell'anatomia B e dei codici A e C su l'occhio, la prospettiva, le piramidi radiose e le ombre, in «Raccolta Vinciana», fasc. 17 (1954), pp. 82-89
- Il Trattato della pittura di Leonardo, De Luca, Roma 1956
- I manoscritti di Leonardo da Vinci nella Biblioteca nacional di Madrid, Akademiai Kiado, Budapest 19..!, pp. 725-734
- Disegni di Carlo Francesco Nuvolone alla Biblioteca Ambrosiana, A. Nicola, Milano - Varese 1959
- Manierismo. Rinascimento, in «Bollettino del Centro internazionale di studi d'architettura A. Palladio», 9 (1967), pp. 219-226
- Rassegna degli studi vinciani dal 1952 al 1968, in [?], 1968, pp. 107-120
- Bramante e Leonardo alla corte di Ludovico il Moro, De Luca Editore, 1970
- Il Codice di Leonardo da Vinci nella Biblioteca Trivulziana di Milano. Trascrizione diplomatica e critica, Giunti-Barbèra, Firenze 1980
- Attualità leonardiane, in «L'Almanacco italiano», v. 81 (1981) e v. 82 (1982).